# Jordanoleiopus ruwenzorii
Jordanoleiopus ruwenzorii là một loài bọ cánh cứng trong họ Cerambycidae.